# ヴィクトー・ショアラー
ヴィクトー・ショアラー（Victor Schiøler, 1899年4月7日 - 1967年2月17日）は、デンマーク出身のピアニスト。
父親は作曲家のヴィクトー・ベンディクス。
コペンハーゲンの生まれ。
幼少時よりピアニストの母親、アウグスタ・ショアラーから基礎教育を受け、イグナーツ・フリードマンとアルトゥル・シュナーベルの薫陶も受けた。
1914年からピアニスト兼指揮者として国際的に活躍したものの、第二次世界大戦でナチス・ドイツがデンマークに侵攻してくると、ナチス政権下での演奏活動を拒否し、医学を学んだ。
1943年には家族ともどもスウェーデンに亡命している。
1948年にはピアニストとしてアメリカ・ツアーを行い、ピアニストとしての健在を示し、1964年にはデンマーク音楽院の教授に就任した。
コペンハーゲンで死去。